# Ancistroceroides erythraeus
Ancistroceroides erythraeus är en stekelart som först beskrevs av Brethes 1906.  Ancistroceroides erythraeus ingår i släktet Ancistroceroides och familjen Eumenidae. Inga underarter finns listade i Catalogue of Life.